# Maison du Cambodge
La Maison du Cambodge est l'une des résidences universitaires de la Cité internationale universitaire de Paris. Réalisée par l'architecte français Alfred Audoul sous la forme d'un bâtiment néoclassique orné d'éléments décoratifs khmers, la Maison du Cambodge est inaugurée en 1957, quatre ans après l'indépendance du Cambodge. 
Dans les années 1970, la résidence est le théâtre de tensions et d'affrontements dans le contexte du coup d'État de 1970 au Cambodge et de la mise en place de la République khmère. Après la mort de l'un de ses résidents survenue en 1973, la Maison du Cambodge ferme ses portes pendant 30 ans. Au terme d'importants travaux réalisés au début des années 2000, elle accueille de nouveaux des étudiants depuis 2004.

## Histoire
Le projet d'une Maison du Cambodge est d'abord évoqué en 1948 au cours d'un voyage officiel à Paris du roi du Cambodge Norodom Sihanouk. Le projet est officialisé deux ans plus tard par le gouvernement cambodgien et bénéficie du soutien du haut-commissaire de la France en Indochine.
Quatre ans après l'indépendance du Cambodge, la Maison du Cambodge est inaugurée le 24 octobre 1957 en présence du Président de la République René Coty et du roi Norodom Sihanouk,. La maison, qui est ouverte aux étudiants français et étrangers, accueille principalement des étudiants khmers (85 % des résidents), admis sur avis favorable de l'ambassade du Cambodge.
Dans les années 1970, la guerre civile au Cambodge provoque de vives tensions au sein de la Maison du Cambodge parmi les étudiants cambodgiens. Le 4 mai 1970, un étudiant partisan du prince Sihanouk est blessé à coups de bouteille. Le lendemain, un étudiant libanais est blessé par un étudiant cambodgien d'un coup de sabre. Le 7 septembre de la même année, trois résidents de la Maison du Cambodge sont hospitalisés.
Le 18 mars 1971, des étudiants partisans du régime de Phnom-Penh tirent « avec un fusil » ou « avec une fronde » - selon les versions - afin de « protéger » un meeting célébrant le premier anniversaire du coup d'État de 1970. Quatre résidents de la Cité universitaire dont un ressortissant anglais sont blessés,.
La situation se dégrade à la rentrée scolaire 1972-1973, avec l'arrivée d'étudiants très politisés soutenant le prince Sihanouk. Le 7 janvier, des heurts éclatent entre l'administration de la Maison, proche du nouveau régime cambodgien de Lon Nol, et des étudiants partisans du FUNK. La police intervient dans la soirée et emmène 27 étudiants au commissariat. Cependant, des affrontements violents se poursuivent dans la nuit et se soldent par la mort d'un étudiant cambodgien de 24 ans,. À la suite de ces événements, la Maison du Cambodge ferme ses portes pendant plus de 30 ans,. 
En avril 2001, un protocole d’accord est signé entre le royaume du Cambodge, la Chancellerie des universités de Paris et la Cité internationale, ouvrant la voie à la réhabilitation de la Maison du Cambodge. La Maison rouvre ses portes en 2004 après d'importants travaux. 175 étudiants sont accueillis au cours de l'hiver 2004 dans ses murs.

## Architecture
La réalisation de la Maison du Cambodge a été confiée à l'architecte français Alfred Audoul. Le bâtiment présente à la fois les traits distinctifs de l'architecture néoclassique des années 1950 tout en adoptant de nombreux éléments décoratifs khmers. Ses soubassements striés de bandes horizontales évoquent les temples d'Angkor et deux sculptures de singe en granit à l'entrée de la Maison représentent le dieu hindou Hanumān,.